# San Martín (ort i Colombia, Meta, lat 3,70, long -73,70)
San Martín är en ort i Colombia.   Den ligger i departementet Meta, i den centrala delen av landet, 110 km söder om huvudstaden Bogotá. San Martín ligger 425 meter över havet och antalet invånare är 16 273.
Terrängen runt San Martín är platt. Runt San Martín är det mycket glesbefolkat, med 4 invånare per kvadratkilometer. Närmaste större samhälle är Granada, 16,7 km söder om San Martín. Omgivningarna runt San Martín är huvudsakligen savann.